# Nico González (cầu thủ bóng đá, sinh 2002)
Nicolás González Iglesias (sinh ngày 3 tháng 1 năm 2002), thường được biết đến với tên gọi Nico, là cầu thủ bóng đá chuyên nghiệp người Tây Ban Nha, hiện đang chơi ở vị trí tiền vệ cho câu lạc bộ Premier League Manchester City.

## Sự nghiệp câu lạc bộ

### Barcelona
González sinh ra ở A Coruña, Galicia, và bắt đầu sự nghiệp tại đội bóng địa phương Montañeros từ năm bảy tuổi. Tháng 12 năm 2012, anh đồng ý chuyển đến Barcelona, có hiệu lực từ tháng 7 năm sau.
Ngày 19 tháng 5 năm 2019, ở tuổi 17, González ra mắt đội dự bị Barcelona B, vào sân thay Kike Saverio trong trận thua 1–2 trên sân khách trước Castellón. Trong mùa giải 2020–21, anh ban đầu là thành viên Juvenil A trước khi thường xuyên thi đấu cho đội dự bị từ tháng 11 năm 2020.
Ngày 12 tháng 5 năm 2021, González gia hạn hợp đồng đến 2024, với điều khoản phá vỡ 500 triệu €. Sau khi tham gia tập luyện cùng đội một trong mùa tiền mùa giải, anh ra mắt đội một – và La Liga – vào ngày 15 tháng 8, vào sân thay Sergio Busquets trong trận mở màn mùa giải 2021–22 La Liga thắng 4–2 trước Real Sociedad.
González ghi bàn chuyên nghiệp đầu tiên vào ngày 12 tháng 12 năm 2021, mở tỷ số trong trận hòa 2–2 trên sân khách trước Osasuna.

#### Cho mượn tại Valencia
Ngày 13 tháng 8 năm 2022, González gia hạn hợp đồng đến 2026 với Barcelona và ký hợp đồng cho mượn một mùa tới Valencia.

### Porto
Ngày 29 tháng 7 năm 2023, González ký hợp đồng năm năm với câu lạc bộ Primeira Liga Porto, với mức phí báo cáo 8,5 triệu €, Barcelona có điều khoản mua lại.
González ra mắt Porto ngày 14 tháng 8, vào sân thay Romário Baró phút 70 trong chiến thắng 2–1 trên sân khách trước Moreirense tại Primeira Liga. Một tuần sau, anh có trận đá chính đầu tiên cho Porto, thắng 2–1 trên sân nhà trước Farense.

### Manchester City
Ngày 3 tháng 2 năm 2025, ở giờ cuối của kỳ chuyển nhượng mùa đông, câu lạc bộ Premier League Manchester City thông báo ký hợp đồng với Nico trong bốn năm rưỡi với mức phí báo cáo 50 triệu £.
Ngày 8 tháng 2 năm 2025, González ra mắt trong chiến thắng 2–1 trên sân khách trước câu lạc bộ League One Leyton Orient ở vòng 4 FA Cup, nhưng phải rời sân vì chấn thương sau 22 phút thi đấu. Ngày 19 tháng 2, anh ghi bàn đầu tiên cho câu lạc bộ và tại UEFA Champions League, trong trận thua 1–3 trước Real Madrid trên sân Santiago Bernabéu, khi City bị loại khỏi giải. Ba tháng sau, ngày 20 tháng 5, González ghi bàn Premier League đầu tiên trong chiến thắng 3–1 trước Bournemouth.

## Đời tư
Anh là con trai của cựu cầu thủ Tây Ban Nha và huyền thoại Deportivo La Coruña Fran González và là cháu trai của José Ramón.

## Thống kê sự nghiệp

### Câu lạc bộ
Tính đến 30 tháng 1 năm 2025
| Câu lạc bộ          | Mùa giải            | Giải vô địch          | Giải vô địch | Giải vô địch | Cúp quốc gia | Cúp quốc gia | Cúp Liên đoàn | Cúp Liên đoàn | Châu lục | Châu lục | Khác | Khác | Tổng cộng | Tổng cộng |
| Câu lạc bộ          | Mùa giải            | Hạng đấu              | Trận         | Bàn          | Trận         | Bàn          | Trận          | Bàn           | Trận     | Bàn      | Trận | Bàn  | Trận      | Bàn       |
| ------------------- | ------------------- | --------------------- | ------------ | ------------ | ------------ | ------------ | ------------- | ------------- | -------- | -------- | ---- | ---- | --------- | --------- |
| Barcelona B         | 2018–19             | Segunda División B    | 1            | 0            | —            | —            | —             | —             | —        | —        | —    | —    | 1         | 0         |
| Barcelona B         | 2019–20             | Segunda División B    | 0            | 0            | —            | —            | —             | —             | —        | —        | 0    | 0    | 0         | 0         |
| Barcelona B         | 2020–21             | Segunda División B    | 23           | 0            | —            | —            | —             | —             | —        | —        | 1    | 0    | 24        | 0         |
| Barcelona B         | 2021–22             | Primera División RFEF | 2            | 0            | —            | —            | —             | —             | —        | —        | 0    | 0    | 2         | 0         |
| Barcelona B         | Tổng cộng           | Tổng cộng             | 26           | 0            | —            | —            | —             | —             | —        | —        | 1    | 0    | 27        | 0         |
| Barcelona           | 2021–22             | La Liga               | 27           | 2            | 2            | 0            | —             | —             | 7        | 0        | 1    | 0    | 37        | 2         |
| Valencia (mượn)     | 2022–23             | La Liga               | 26           | 1            | 0            | 0            | —             | —             | —        | —        | 0    | 0    | 26        | 1         |
| Porto               | 2023–24             | Primeira Liga         | 25           | 2            | 7            | 0            | 1             | 0             | 6        | 0        | 0    | 0    | 39        | 2         |
| Porto               | 2024–25             | Primeira Liga         | 17           | 5            | 2            | 0            | 2             | 0             | 7        | 1        | 1    | 1    | 29        | 7         |
| Porto               | Tổng cộng           | Tổng cộng             | 42           | 7            | 9            | 0            | 3             | 0             | 13       | 1        | 1    | 1    | 68        | 9         |
| Manchester City     | 2024–25             | Premier League        | 11           | 1            | 4            | 0            | —             | —             | 1        | 1        | 1    | 0    | 17        | 2         |
| Tổng cộng sự nghiệp | Tổng cộng sự nghiệp | Tổng cộng sự nghiệp   | 132          | 11           | 15           | 0            | 3             | 0             | 21       | 2        | 4    | 1    | 175       | 14        |

1. ^ Bao gồm Copa del Rey, Taça de Portugal và FA Cup
2. ^ Bao gồm Taça da Liga
3. ^ Ra sân tại Play-off Segunda División B
4. ^ Ra sân bốn lần tại UEFA Champions League, ra sân ba lần tại UEFA Europa League
5. ^ Ra sân tại Supercopa de España
6. ^ Ra sân tại UEFA Champions League
7. ^ Ra sân tại UEFA Europa League
8. ^ Ra sân tại Supertaça Cândido de Oliveira

## Danh hiệu

### Câu lạc bộ
Porto
- Taça de Portugal: 2023–24
- Supertaça Cândido de Oliveira: 2024

### Cá nhân
- Tiền vệ Primeira Liga xuất sắc nhất tháng: Tháng 12 năm 2024